# Bauda (Großenhain)
Bauda ist ein Ortsteil der sächsischen Stadt Großenhain im Landkreis Meißen.

## Geografie und Verkehr
Die Siedlung Bauda liegt innerhalb der Großenhainer Pflege rund fünf Kilometer nordwestlich vom Großenhainer Stadtzentrum. Östlich wird sie vom Landschaftsschutzgebiet Mittlere Röderaue und Kienheide umrandet, dessen namensgebender Fluss, die Große Röder, von Bauda einen Kilometer entfernt aus Süden kommend nach Norden fließt. Nordöstlich beginnt das Naturschutzgebiet Röderauwald Zabeltitz.
Die Bundesstraße 98 führt an Bauda vorbei. Über zwei Buslinien wird Bauda über Großenhain, Gröditz und Riesa an das Eisenbahnnetz angeschlossen.

## Geschichte

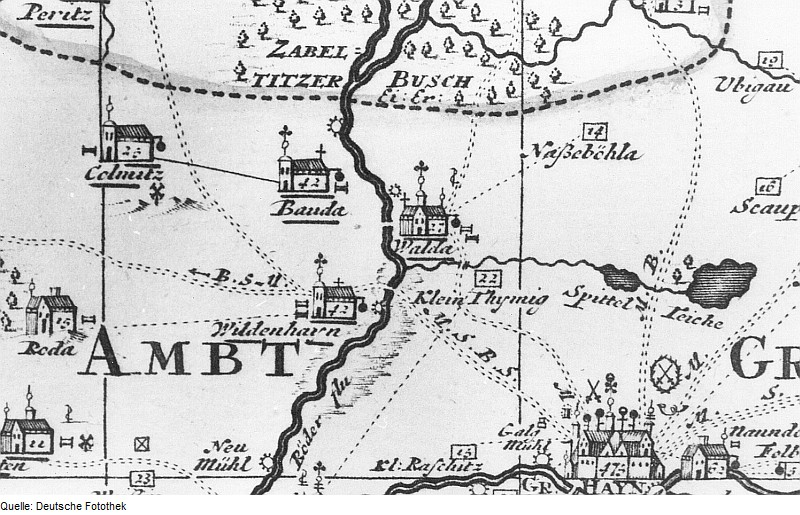
Bauda auf Adam Friedrich Zürners Special-Landt-Charte von Großenhain von 1711 dargestellt.

In den Böden des heutigen Gebiets um Bauda wurden im Laufe der landwirtschaftlichen Bewirtschaftung der Neuzeit mehrere Ascheurnen gefunden, die später auch in einer archäologischen Abhandlung des Großenhainer Philanthropen Karl Preusker Erwähnung fanden.
Die Landgemeinde Bauda gehört wahrscheinlich zu den ältesten Siedlungen der Gegend. Nördlich von ihr befindet sich eine Wüstung namens Bärnsdorf auf dem so genannten Bärenbruch. Laut einer Sage wurde dieses Dorf zusammen mit dem heutigen Bauda zerstört und die ehemaligen Bärnsdorfer Einwohner siedelten sich in Folge am Rand des wieder aufzubauenden Bauda an. Dessen ältere Ortsnamen Baudaw und Budowe bedeuten „Anbau“. Daher vermutet man, dass der ursprüngliche Ortsname Baudas nach dem Zusammenschluss der beiden Dörfer verloren ging. Die bekannteste älteste Nennung des heutigen Ortsnamens findet sich bei Henricus de Budowe, der das Dorf um 1298 besaß. Als weitere Entwicklung des Namens tauchen gegen 1350 in Budowe, 1406 Budow, 1456 Baudaw, 1495 Bawdaw, 1500 Bawde und bis 1791 die gegenwärtige Bezeichnung Bauda auf. Eine ansässige Pfarrkirche wird seit Anfang des 14. Jahrhunderts in Schriften der übergeordneten Präpositur Hayn erwähnt. Die Siedlung formte sich zu einem Straßenangerdorf.
| Jahr | Einwohner |
| ---- | --------- |
| 1834 | 394       |
| 1871 | 487       |
| 1890 | 528       |
| 1910 | 494       |
| 1925 | 477       |
| 1939 | 444       |
| 1946 | 552       |
| 1950 | 680       |
| 1964 | 556       |
| 1990 | 517       |

Der Dreißigjährige Krieg wütete in Bauda zwischen 1634 und 1637, nachdem die Pest in den Jahren davor, 1611, 1612 und von 1631 bis 1634 schon große Teile der hiesigen Bevölkerung ausgelöscht hatte. Die Bevölkerung sankt nach beiden Ereignissen um fast zwei Drittel. Beim Kirchengrundstück wuchs eine alte Friedenslinde, die laut Überlieferung nach dem Ende des Dreißigjährigen Krieges gepflanzt wurde. Im Jahr 1829 brannten große Teile des Dorfes bei zwei Feuersbrünsten ab. Vor dem Kirchhof befindet sich ein Kriegerdenkmal für die Gefallenen des Ersten Weltkrieges, im inneren desselben ein weiteres für die des Zweiten. Der Tornado am Pfingstmontag 2010 richtete auch in Bauda schwere Schäden an. Neben ganzen verwüsteten Straßenzügen wurden der Turmkopf der Kirche und die erwähnte Friedenslinde umgerissen.
Grundherren von Bauda waren 1551 das Rittergut Walda und anteilig das Kloster zum Heiligen Kreuz Meißen, später, so 1696 und 1764, alleinig das Rittergut Walda. Von einer bei Bauda befindlichen Wassermühle wird seit dem 16. Jahrhundert in Kirchenbüchern berichtet. Im späteren nordöstlich an der Röder gelegenen Mühlenvorwerk befand sich eine Mahl- und Ölmühle. Das Dorf war ein Stationsort der Landesanstalt für Pferdezucht Moritzburg. In der Zeit der DDR wurde eine größere Schweinemastanlage aufgebaut, die bis in die Gegenwart betrieben wird.
Die Verwaltungszugehörigkeit von Bauda lag 1462 bei der Pflege Hayn, 1696 beim Amt Hayn, 1856 beim Gerichtsamt Großenhain und 1875 bei der Amtshauptmannschaft Großenhain. Ab 1952 gehörte Bauda zum neu geschaffenen Kreis Großenhain. Im Jahr 1994 erfolgte der Zusammenschluss von Bauda mit Walda-Kleinthiemig, Colmnitz und Wildenhain als Gemeinde Wildenhain innerhalb des Landkreises Riesa-Großenhain, der wiederum 2008 im neuen Landkreis Meißen aufging. Von 2000 bis 2009 bestand zwischen den Gemeinden Wildenhain und Zabeltitz die Verwaltungsgemeinschaft Zabeltitz. Die Gemeinde Wildenhain einschließlich Bauda wurde 2009 nach Großenhain eingemeindet.

## Kirche Bauda

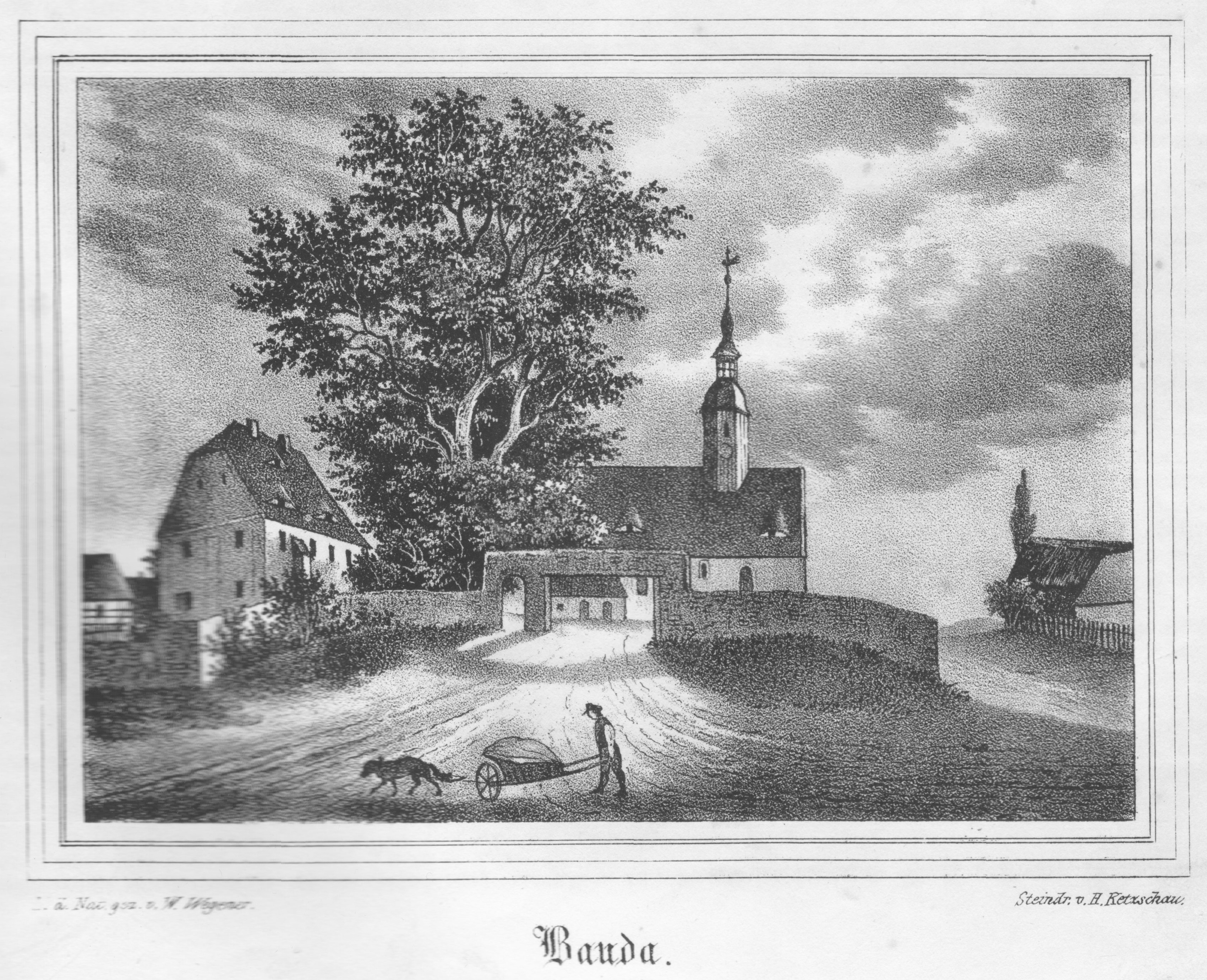
Eine Zeichnung der älteren Kirche Bauda mit der Friedenslinde vor 1839 in Nordansicht …

Die ursprünglich katholische und nach Einführung der Reformation 1577 evangelisch-lutherische Vorgängerkirche wurde seit dem 14. Jahrhundert mehrmals erweitert und umgestaltet, was man bis zu ihrem Abriss noch an sich unterscheidenden Mauern, Fenstern und Gesimsen sehen konnte. Der Turm war hölzern und seit 1589 mit einer Uhr versehen. Sie erhielt Mitte des 18. Jahrhunderts ein gebrauchtes Positiv aus Dresden geschenkt.

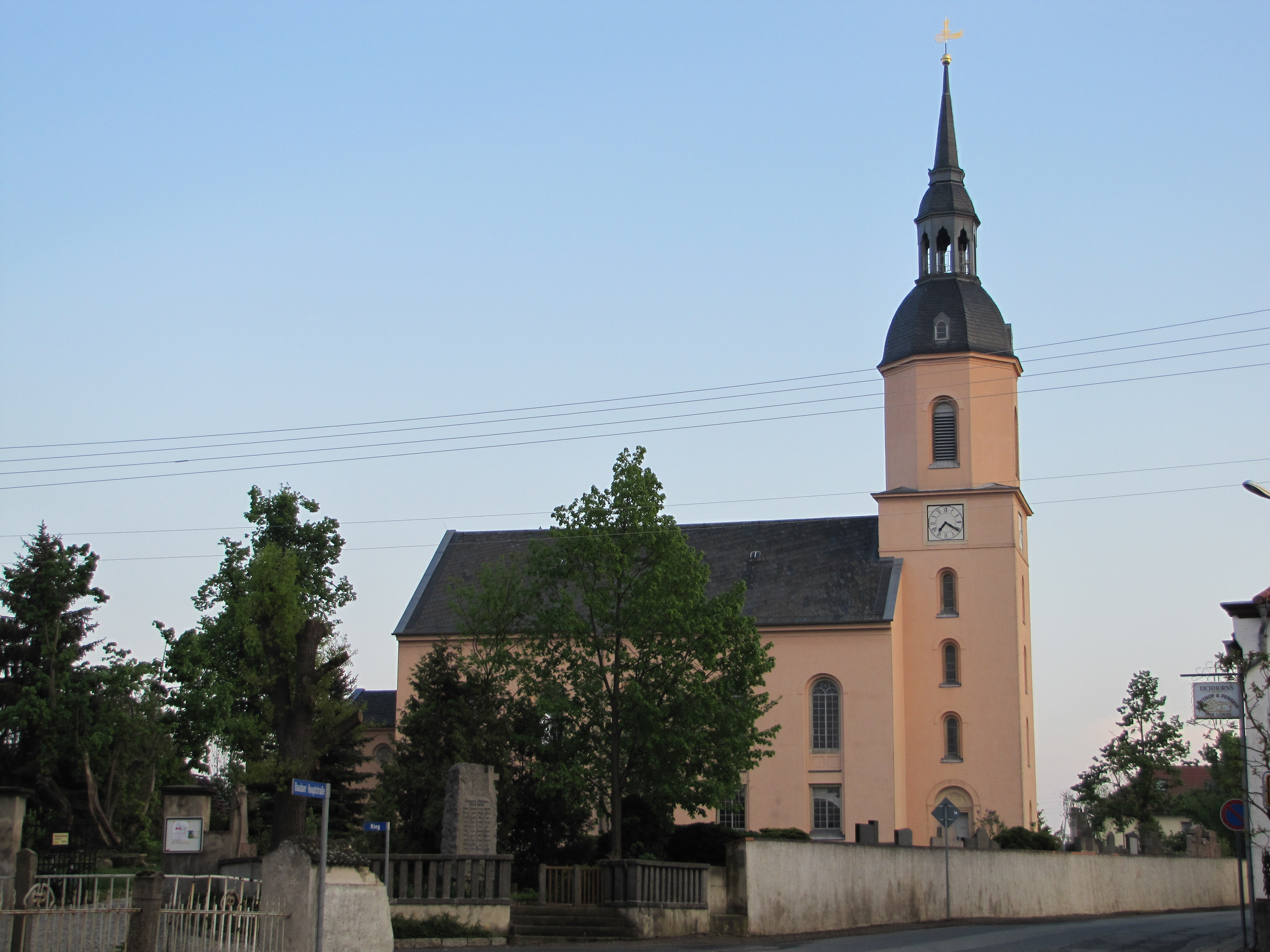
… und ein Foto der neueren Kirche Bauda im Jahr 2011, ebenso mit Blick gen Süden aufgenommen.

Die heutige Dorfkirche in Bauda wurde von 1856 bis 1857 im neoklassizistischen Stil neu erbaut. Sie besitzt eine Jehmlich-Orgel, die in den Jahren 1857 bis 1858 installiert wurde. Über dem Altar befindet sich als Wandmalerei eine Kopie der Abendsmahlvorstellung Leonardo da Vincics. Die oberhalb davon befindliche Kanzel wird von Statuen der vier Evangelisten und einem großen Rundfenster bekrönt. Das rechteckige Kirchenschiff wird auf den restlichen drei Seiten von Emporen umrundet und ist insgesamt von einem Tonnengewölbe bedeckt. Das Gotteshaus wurde 1996 umfangreich saniert.